# 八月十七
八月十七，农历八月第十七天。

## 出生
- 明嘉靖四十二年，明神宗朱翊钧。

## 逝世
- 北周静帝大象二年，尉迟迥。
- 清康熙十七年，吴三桂。

## 参看
- 日历
- 八月十五 - 八月十六 - 八月十七 - 八月十八 - 八月十九
- 七月十七 - 八月十七 - 九月十七
- 正月 - 二月 - 三月 - 四月 - 五月 - 六月 - 七月 - 八月 - 九月 - 十月 - 十一月 - 腊月
- 公历8月17日